# 固镇县
固镇县是位于安徽省东北部，隶属于蚌埠市的一个县。1964年前，县境分属宿县、灵璧县、怀远县、五河县。1965年7月，正式建县。县名源于县治所在固镇。縣人民政府駐穀陽鎮澮河路206號。
地处淮河中游北岸，属亚热带和暖温带过渡带，气候兼有南北之长，四季分明，光照充足，年平均气温14.9摄氏度，年降雨量871毫米，年日照时间2170小时，南北方大部分动植物能在此繁衍生长。全县地势平坦，海拔16.0-22.5米，截至2019年，区域总面积为1363平方千米，常住人口58万，耕地132.8万亩，辖11个乡镇，228个村（居）。
固镇历史悠久，秦汉以后，多次设国、郡、州、县、镇。汉高祖刘邦在此设立穀陽縣，遗迹尚存；北魏太和年间改设穀陽鎮，后演变为固镇。前202年发生的“垓下之战”战场——垓下被认为在县境内。垓下之战开启了汉王朝400年基业，留下了“四面楚歌”、“霸王别姬”等故事。“垓下遗址”被列为国家级重点文物保护单位。东汉著名的经学家、文字家许慎曾在固镇为官，著有《说文解字》，开启了中国字典之先河。

## 历史沿革
- 秦，属泗水郡（治今安徽淮北相山区）。
- 秦末（前202年），楚汉相争发生垓下之战。垓下所在，多有争议。有说垓下在固镇县濠城镇境内，即垓下遗址为垓下之战的战场遗址。
- 西汉，高帝元年（前206年）置穀陽縣（治今穀陽城）；高后元年（前187年）封洨侯国（治垓下，今濠城集），武帝征和元年（前92年）改置洨县。新莽时期改洨县为育城县。东汉时，穀陽縣设置不变，育城县复名洨县，均属豫州（治今安徽亳州谯城区）沛国）。
- 三国，废穀陽縣入洨县和蕲县（治今宿县蕲县集），属魏国豫州（治今河南汝南）谯郡（治今安徽亳州）。
- 西晋，洨县属沛国，蕲县属谯国，隶属豫州（治今河南淮阳）。
- 东晋，洨县属沛郡，蕲县属谯郡。
- 东晋咸和二年（327年），后赵入据淮北，洨县属沛郡，蕲县属谯郡，隶属豫州（治今河南许昌）。
- 北魏太和年间（477～479年）设穀陽鎮，后演变为固镇。
- 北周，穀陽郡领高昌县和临淮县，蕲城郡领蕲城县，均隶属仁州。
- 隋，开皇六年（586年）废高昌县，降穀陽郡为穀陽縣；废蕲城郡，改蕲城县为蕲县。大业年初，废仁州，并临淮县入穀陽縣。穀陽縣、蕲县均隶属彭城郡（治今江苏徐州）。
- 五代，固镇县北部先后隶属后梁、后唐、后晋、后汉的宿州蕲县，南部先后隶属吴、南唐的泗州，虹县。后汉显德五年（958年）取南唐江北之地，固镇县分属宿州蕲县和泗州虹县。
- 北宋，分属淮南东路（治今江苏扬州）宿州的蕲县、虹县和灵璧县。
- 金，书南京路（治今河南开封）所辖，分属宿州的蕲县、灵璧县及泗州的虹县。
- 元，至元二年（1265年）并蕲县、灵璧县入宿州，至元四年（1267）复置灵璧县改隶泗州，至元十七年（1280）复改隶宿州。
- 明，洪武十二年（1379年）固镇县分属凤阳府（治凤阳）的凤阳县、怀远县与宿州及其所辖灵璧县，隶属南京直隶。
- 清，分属宿州、灵璧县、凤阳县和怀远县，隶属安徽省凤颍六四道（道尹驻凤阳）凤阳府。
- 民国元年（1912年），分属宿县（由宿州改）、灵璧县、凤阳县和怀远县，隶属淮泗道（由凤颍六四道改）。民国二十一年（1932年）分属第四区（专署驻寿县）的凤阳县、怀远县与第六区（专署驻泗县）的宿县、灵璧县。民国二十七年（1938年），分属第三区（专署驻阜阳）的怀远县、第四区（专署驻宿县）的宿县和灵璧县、第九区（属县由第五区兼管）的凤阳县。
- 民国时，固镇（今谷阳镇）有津浦铁路通行，设固镇站。时固镇属灵璧县管辖[2]。
- 1925年11月　直系军阀孙传芳组织五省联军与奉系军阀张宗昌部在固镇激战，奉军第五师师长施从滨被俘[2]。
- 1938年5月26日　日军侵占固镇[2]。
- 1945年秋，灵璧县政府、泗县政府迁驻固镇，次年夏迁回原治[2]。
- 1946年冬，在固镇灵璧中学旧址创办省立灵璧师范学校[2]。
- 1948年11月21日，中国人民解放军华东野战军四兵团九纵队于九湾渡浍河南下。11月28日，解放军攻占固镇。中共政权立固镇市（县辖市）。属泗五灵凤县（后改称五河县）。12月下旬，中共江淮区委抽调干部，到达固镇、王庄等地，筹备攻占蚌埠后的接收工作。是月，固镇市公安分局进行人口登记，全市人口为1.3万人[2]。
- 1949年4月，固镇市划入灵璧县，7月改建固镇区（县辖区）[2]。今固镇县辖区分属宿县、灵璧县、怀远县、五河县。
- 1964年9月12日，安徽省人民委员会向国务院作关于《设立长丰、固镇、利辛三县的报告》。10月31日，国务院全体会议第一四八次会议通过《关于设立安徽省长丰、固镇、利辛三个县的决定》，确定固镇县以固镇为治所[3]。决定由宿县、灵璧县、怀远县、五河县衔接处各一部，析置固镇县。
- 1965年7月1日，固镇县正式成立，属宿县专区管辖。
- 1983年7月1日，固镇县由宿县地区划归蚌埠市管辖。

## 人口
根據第七次人口普查數據，截至2020年11月1日零時，固鎮縣常住人口為501449人。

## 交通
京沪高铁、京沪铁路、 344国道、 101省道、 304省道、 329省道， 宁洛高速、 合徐高速傍依而过。浍河通达洪泽湖，可入长江。

## 行政区划
固镇县下辖8个镇、3个乡：
谷阳镇、王庄镇、新马桥镇、连城镇、刘集镇、任桥镇、湖沟镇、濠城镇、石湖乡、杨庙乡、仲兴乡和固镇开发区。

## 名胜古迹
- 垓下遗址（安徽省全国重点文物保护单位）
- 穀陽城遗址
- 陡沟古战场遗址

## 链接
- 天津话